# 那峨
那峨，字我山，号嵋峰，輝發那拉氏，内务府满洲正白旗人。嘉庆五年庚申科副榜，九年甲子科举人，十四年己巳恩科三甲同进士出身，后来担任翰林院典簿，获提拔至赞善等职，官至甘肃西宁道。

## 家庭
- 曾祖壽茂。
- 祖父福爾錦。
- 父明鐸。
- 胞兄那岱，那崑，那峻。
- 胞侄文彬，咸丰二年（1852年）进士。其子延燮，光緒十八年（1892年）壬辰科进士。
- 胞侄文琳，刑部右侍郎。
- 胞侄女輝發那拉氏，嫁内务府正白旗汉军尚氏延惇（父純嘏，胞兄延懌之女尚氏与正蓝旗汉军进士胡俊章家族联姻，胞兄道光戊戌（1838）进士延恒、道光庚子（1840）进士延愷）。
- 侄孙：光緒壬辰科进士延燮，那峻之孙。
- 师：礼部尚书贵庆。